# Pensionati Uniti
Die Pensionati Uniti (deutsch: Vereinigte Pensionäre) war eine 1987 mit dem Ziel der Interessenvertretung der Pensionäre gegründete Partei in Italien. Politischer Führer der Partei ist Filippo De Jorio. Die Partei, deren voller Name Federazione Italiana Pensionati Uniti, FIPU (deutsch: Italienische Föderation Vereinigter Pensionäre), lautet, hat sich bisher nur bei einigen wenigen Kommunalwahlen präsentiert.
Anfang 2006 änderte die Partei ihren Namen und ihr Symbol, anlässlich der Fusion mit dem Movimento Pensionati (deutsch: Bewegung der Pensionäre), eine auf nationaler Ebene agierende Bewegung, unter der Führung von Roberto Olivato. Heute lautet der Name der Partei Pensionati Uniti - Movimento Pensionati mit einem Einheitssymbol aus den beiden Vorgängerlogos.
Präsident der Partei ist Roberto Olivato, der Vorsitzende des Movimento Pensionati und ehemaliges Mitglied der Partito Pensionati, aus welcher er allerdings auf Grund der Positionierung des Partito Pensionati innerhalb des Mitte-links-Bündnisses L’Unione austrat. Koordinator und Vorsitzender der Partei Pensionati Uniti - Movimento Pensionati ist Filippo De Jorio.
Die Partei gehört zu der Mitte-rechts-Koalition Casa delle Libertà von Silvio Berlusconi und hat sich 2006 in einigen wenigen Wahlkreisen aufgestellt und dabei ein moderates Ergebnis erhalten.